# Xijiang, Hubei
Xijiang (kinesiska: 西江, 西江乡) är en sockenhuvudort i Kina. Den ligger i provinsen Hubei, i den centrala delen av landet, omkring 60 kilometer väster om provinshuvudstaden Wuhan. Antalet invånare är 39 861. Befolkningen består av 18 846 kvinnor och 21 015 män. Barn under 15 år utgör 15,0 %, vuxna 15-64 år 75 %, och äldre över 65 år 9,0 %.
Runt Xijiang är det mycket tätbefolkat, med 1 095 invånare per kvadratkilometer. Närmaste större samhälle är Makou, 18,6 km nordost om Xijiang. Trakten runt Xijiang består till största delen av jordbruksmark.
Genomsnittlig årsnederbörd är 1 638 millimeter. Den regnigaste månaden är maj, med i genomsnitt 242 mm nederbörd, och den torraste är december, med 28 mm nederbörd.